# Nokalakevi

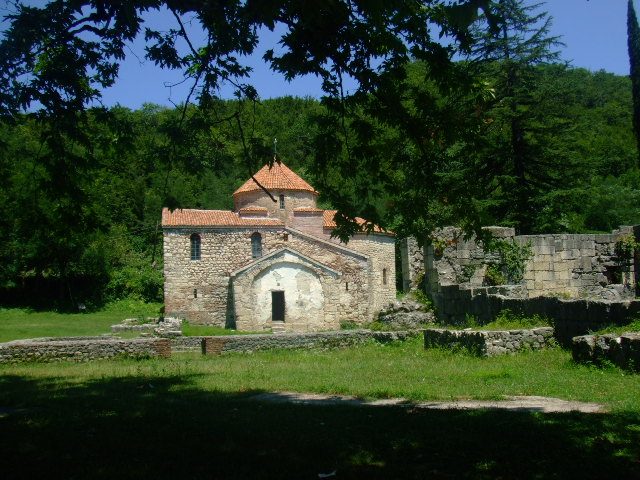
Kostel v dnešním Nokalakevi

Nokalakevi, dříve znám jako Archeopolis, (gruzínsky ნოქალაქევი, Nokalakevi, řecky Αρχαιόπολις, Archajópolis) je vesnice a archeologické naleziště vzdálené 15 km od západogruzínského města Senaki. Doslovný překlad v obou jazycích znamená „Staré město“.

## Historie
Město Archeopolis bývalo metropolí starověkého království Lazika, jež sjednocovalo lazský národ. Pod tímto názvem ho však znali jen Řekové a později Byzantinci, Gruzínci ho však tehdy nazývali Cichegodži, což se dá do češtiny přeložit jako Kudžiho hrad. Kudži byl dle legend jedním z prvních vládců Kolchidy. Byla to mohutná pevnost, jež byla zbudována na strategickém místě, aby hlídala obchodní stezky, zejména tu mířící do Čchorocku a dále do Svanetie. Archeopolis sehrálo velice důležitou historickou úlohu ve válkách Byzance proti sasánovské Persii v 6. století. Bylo klíčovou pevností, jež ochránila území západní Laziky (dnešní Mingrelie) před jejich vpádem a výhra Byzantinců a Lazů ve válce trvající od roku 540 do 562 znamenala uchování svobody pod patronátem Byzance, zatímco zbytek Gruzie se musel podvolit perské nadvládě.

## Archeologie
Švýcarský vědec Frederic Dubois du Monpéreux byl prvním, kdo v roce 1834 identifikoval rozvaliny pevnosti poblíž vsi Nokalakevi jako starobylé Archeopolis. V roce 1930 zde byl zahájen archeologický výzkum, vedený Dr. Alfonsem-Mario Schneiderem z freiburské univerzity, jehož výsledkem bylo odkrytí pozůstatků městských hradeb a příkopů. Další výzkum pokračoval až do začátku 90. let, kdy byl kvůli válečným událostem a nedostatku financí přerušen. Teprve v roce 2001 se archeologové do Nokalakevi opět vrátili.